# Belzeba

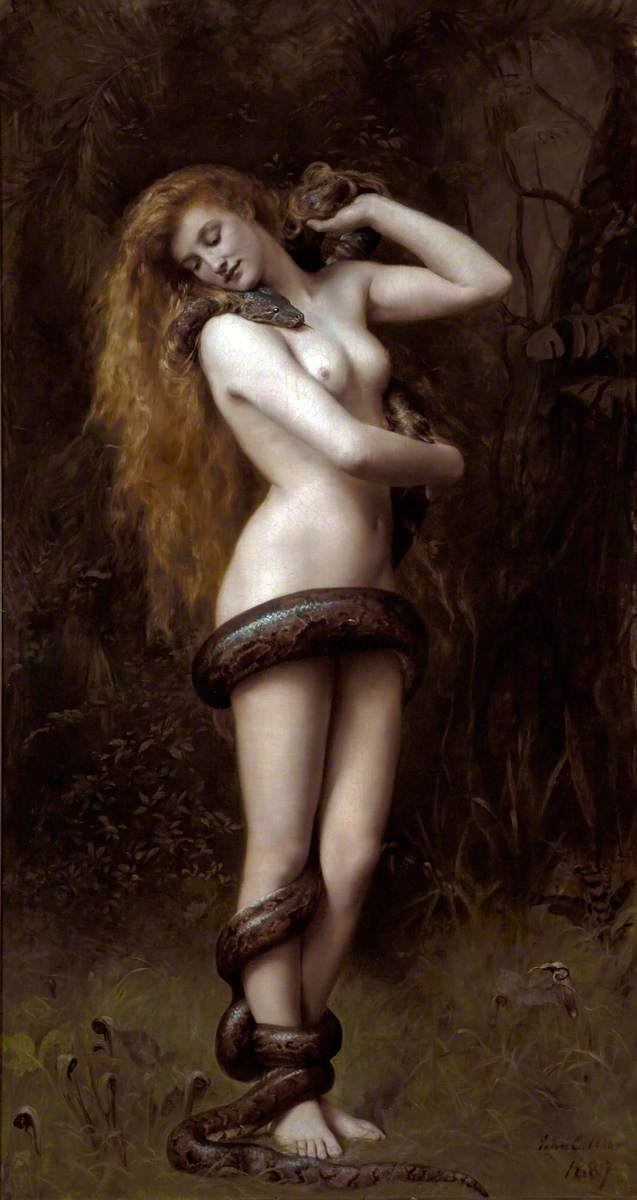
Lilith (1892), di John Collier. Belzeba si ispira alle creature come le succubi.

Belzeba (chiamata anche la "Principessa dell'Inferno”) è un personaggio dei fumetti creato da Sandro Angiolini nel 1977 per l'editore italiano EdiFumetto, fondato da Renzo Barbieri, all'interno della sua linea di fumetti erotici. 

## Biografia
Nata dal ventre di una mucca, Belzeba è la figlia del Diavolo, che la invia sulla Terra per contrastare i piani di Tomás de Torquemada, Inquisitore generale di Castiglia e Aragona durante il regno dei monarchi cattolici. Concepita come un personaggio astuto, crudele e lascivo, Belzeba è caratterizzata dal suo ermafroditismo. 
In 30 episodi e 2 supplementi ("I mori lussuriosi" e "Belzeba e i cavalieri") editi in Italia dal 1977, Angiolini ha costruito una saga ricca di sangue, violenza e orrore, impregnato di humour nero dal caratteristico stile erotico e grottesco, puntualmente esplicito, spesso al limite del volgare. Una saga che ruota attorno al confronto implacabile tra Belzeba e l'Inquisitore Generale.